# アン・ハミルトン (1709-1748)

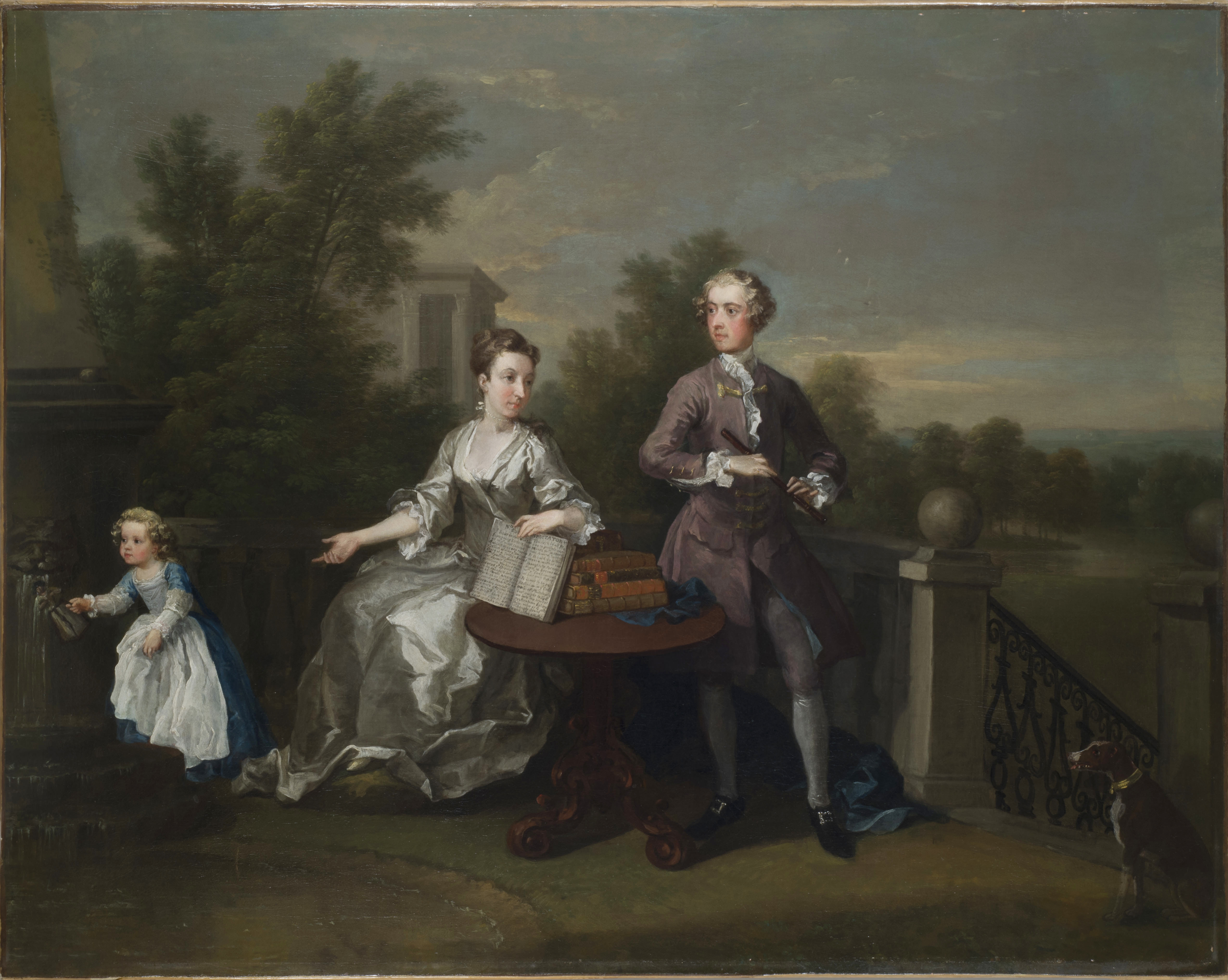
ウィリアム・ホガースによる、ハミルトン一家の肖像画（1734年）。

アン・ハミルトン卿（英語: Lord Anne Hamilton、1709年10月12日 セント・ジェームズ・スクエア – 1748年12月25日 フランス）は、第4代ハミルトン公爵ジェームズ・ハミルトンの息子。「アン」は一般的には女性の名前であり、アン・ハミルトン卿の名前は名親のアン女王に由来する。

## 生涯
第4代ハミルトン公爵ジェームズ・ハミルトンと2人目の妻エリザベス（Elizabeth、旧姓ジェラード（Gerard）、1682年ごろ – 1744年2月13日、第5代ジェラード男爵ディグビー・ジェラードの娘）の三男として、1709年10月12日にロンドンのセント・ジェームズ・スクエアで生まれ、11月13日に洗礼を受けた。アン女王、初代マールバラ公爵ジョン・チャーチル、第3代サンダーランド伯爵チャールズ・スペンサーが名親を務めた。「アン」という名前は名親のアン女王に由来する。
1731年4月4日にエンサイン（歩兵少尉）としてコールドストリームガーズに入隊、1733年5月に軍務から辞任した。兄ウィリアムの死去に伴い、1735年3月にラナークシャー選挙区で補欠選挙が行われると、アンは出馬したが、遠戚の第2代準男爵サー・ジェームズ・ハミルトンに敗れた。
1748年12月25日にフランスで死去、1749年7月7日にピカデリーのセント・ジェームズ教会に埋葬された。

## 家族
2度結婚したとされるが、1度目の結婚については異説がある。
1度目の結婚相手とされる人物はメアリー・エドワーズ（1705年ごろ – 1743年8月23日、フランシス・エドワーズの娘）だった。メアリーは1728年の父の死に伴い多額の遺産を継承しており、レスターシャー、ノーサンプトンシャー、ミドルセックス、エセックス、ハートフォードシャー、ケント、ロンドンに領地を有し、年収5万から6万ポンド（2020年時点の681万から817万ポンドと同等）に上る裕福な相続人になっていた。アンとメアリーはフリート監獄で結婚したとされた。フリート監獄のチャペルでの記録はなく、『オックスフォード英国人名事典』は2人が法的には結婚していなかったと判断し、メアリー自身もハミルトン姓を名乗らず、後に結婚を否認した。しかし、『ジェントルマンズ・マガジン』は1731年7月号で2人の結婚を報じ、メアリーは1731年7月8日にレスターシャーにおける領地の一部をアンに与え、紋章院も1733年8月15日にアンおよびその子女によるメアリーの紋章の使用を許可した。同1733年9月にはアンが「エドワーズ」を姓に加えた。また、ウィリアム・ホガースは1733年と1734年の2度にわたってが2人と息子ジェラード・アンの肖像画を描いている。
- ジェラード・アン（1733年3月4日 – 1743年以降） - 1733年3月28日に洗礼を受けたとき、「エドワーズ」姓が使用された[7]。メアリーの死後、その遺産を継承した[7]。第4代ゲインズバラ伯爵バプティスト・ノエルの娘ジェーンと結婚、1男ジェラード（英語版）をもうけた[1]

『オックスフォード英国人名事典』の推測ではメアリーが資産の管理権を夫に譲りたくなかったため、結婚しなかったと主張したという。いずれにしても、アンが浪費家だったため、2人はアンがメアリーの所有する株式の一部を着服したことで破局を迎えた。2人は1734年5月22日に権利証書に署名し、アンが株式をメアリーに返還したことで関係が完全に断たれた。
アンは1742年10月にバースでアン・シャーロッタ・マリア・ポウェル（Anne Charlotta Maria Powell、1791年6月26日没、チャールズ・ポウェルの娘）と結婚、2男をもうけた。この結婚がメアリーの存命中に行われ、重婚の疑いをもたれなかったことから、『オックスフォード英国人名事典』はアンとメアリーが結婚しなかったと判断した。
- ジェームズ（1746年7月18日 – 1804年1月22日） - 1767年7月29日、ルーシー・ロイド（Lucy Lloyd、1790年9月没、サー・リチャード・ロイド（英語版）の娘）と結婚、1男1女をもうけた[1]
- チャールズ・ポウェル（英語版）（1747年12月26日 – 1825年3月12日） - 海軍軍人。1777年5月、ルクレティア・プロッサー（Lucretia Prosser、ジョージ・オーガスタス・プロッサーの娘）と結婚、2男をもうけた